# Friedrich Walthard

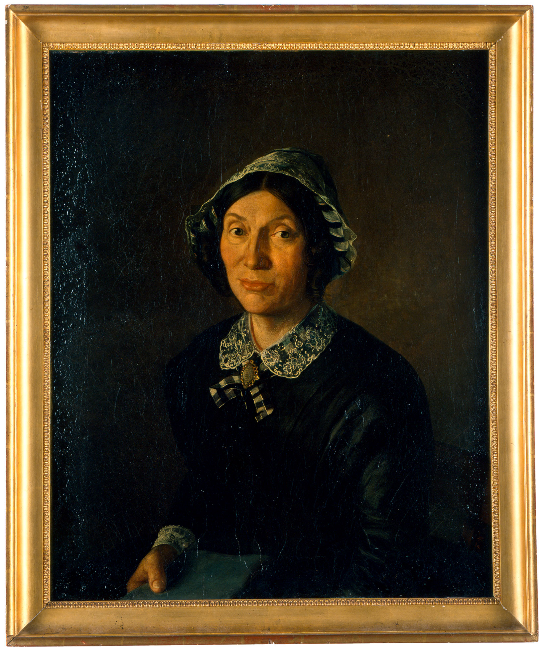
Gemälde von Friedrich Walthard: Porträt Henriette Bitzius-Zeender (um 1854), die Frau von Jeremias Gotthelf

Johann Jakob Friedrich Walthard (* 4. September 1818 in Bern; † 30. September 1870 ebenda) war ein Schweizer Maler. Walthard ist bekannt für seine Historienbilder, Porträts, Genregemälde und satirischen Skizzen. Sein Nachlass befindet sich in der Burgerbibliothek Bern.